# Ігнашин Денис Геннадійович
Денис Геннадійович Ігнашин (рос. Денис Геннадьевич Игнашин; 31 березня 1988, м. Череповець, СРСР) — російський хокеїст, центральний нападник. Виступає за «Сариарка» (Караганда) у Вищій хокейній лізі. 
Вихованець хокейної школи «Сєвєрсталь» (Череповець). Виступав за «Сєвєрсталь-2» (Череповець), «Титан» (Клин), «Прогрес» (Глазов), «Єрмак» (Ангарськ).